# Marcello Bernardini
Marcello Bernardini (potser a Càpua, 1730 o 1740 - després de 1799) fou un compositor i llibretista italià.
Probablement, fill del compositor Rinaldo di Capua, la seva joventut i la seva formació musical no és coneguda. El 1764 va arribar a Roma, on l'any següent va estrenar la seva primera òpera, l'intermezzo La schiava astuta, i més tard altres farses, entremesos i altra música vocal. El 1767, va estar actiu com a mestre al districte Campitelli i entre 1769 i 1784 va treballar per al Collegio Nazarenoe. Des de 1770 va començar la seva activitat com a llibretrista escrivint llibrets per a altres compositors contemporanis com Giovanni Battista Borghi, Pietro Terziani i Vicent Martin i Soler. El 1771 va compondre, encara a Roma, el seu primer oratori, Il vello di Gedeone. Després de fer alguns viatges per Itàlia i per Europa, va veure representar la seva pròpia òpera a Torí i Múnic, el 1794 a Viena i el 1795 a Polònia, on va ser director de cor de mariscal de la princesa Lubomirska.
Tot i que havia escrit una gran quantitat de composicions, només ens han arribat 13 òperes, dues cantates i alguns llibrets. La seva obra operística que va tenir un gran èxit en el seu temps van ser La donna di spirito, Li tre Orferi i Le donne bisbetiche.

## Òperes
- La schiava astuta (intermezzo, 1765, Roma)
- La pescatrice (farsetta, 1768, Roma)
- Il Don Chisciotte della Mancia (dramma giocoso, llibret de Giovanni Battista Lorenzi, 1769, Torino)
- Il cavaliere errante (farsetta, llibret de Marcello Bernardini, 1770, Roma)
- La donna di spirito (farsetta, llibret de Marcello Bernardini, dal libretto La vedova scaltra di Carlo Goldoni, 1770, Roma)
- La molinara astuta (intermezzo, 1770, Roma)
- Amore in musica (opera buffa, 1773, Roma)
- La contessina (dramma giocoso, llibret de Marco Coltellini, da Carlo Goldoni, 1773, Roma)
- La bella forestiera ossia La viaggiatrice fortunata (farsetta, 1776, Roma)
- La finta sposa olandese (farsetta, 1777, Roma)
- L'isola incantata (intermezzo, 1778, Roma)
- L'ambizione delusa (intermezzo, 1779, Roma)
- Il bassà generoso (intermezzo, 1780, Roma)
- Il vecchio ringiovanito (intermezzo, 1781, Roma)
- Le vendette giocose ossia Il conte pasticcio (intermezzo, 1782, Roma)
- Il conte di bell'umore (intermezzo, 1783, Florència)
- La poetessa fanatica ossiano Li due gemelli (opera buffa, 1784, Roma)
- Li due Orfei (intermezzo, 1784, Roma)
- Le donne bisbetiche ossia L'antiquario fanatico (farsetta, llibret de Marcello Bernardini, 1785, Roma)
- Li muti per amore ossia La schiava fedele (farsetta, llibret de Marcello Bernardini, 1786, Florència)
- Gli amanti confusi ossia Il brutto fortunato (farsetta, 1786, Roma)
- La fonte d'aqua gialla ossia Il trionfo della pazzia (opera buffa, llibret de Marcello Bernardini, 1786, Roma)
- Barone a forza ossia il trionfo di Bacco (opera buffa, 1786, Florència)
- La fiera di Forlinpopoli (opera buffa, 1789, Roma)
- Gl'incontri stravaganti (opera buffa, 1790, Nàpols)
- L'ultima che si perde è la speranza (opera buffa, llibret de Francesco Saverio Zini, 1790, Nàpols)
- Il pazzo glorioso (opera buffa, llibret de Giovanni Bertati, 1790, Casalmaggiore)
- Pizzarro nell'Indie (opera seria, 1791, Nàpols)
- L'allegria della campagna (opera buffa, 1791, Nàpols)
- L'amore per incanto (opera buffa, 1791, Nàpols)
- La statua per puntiglio (opera buffa, 1792, Venècia)
- Il conte brillante (opera buffa, 1792, Varese)
- Achille in Sciro (opera seria, llibret de Pietro Metastasio, 1794, Venècia)
- La sposa polacca (dramma bernesco, llibret de Marcello Bernardini, 1796, Roma)
- Don Simoncino ossia Furberia e puntiglio (farsa giocosa, llibret de Giuseppe Maria Foppa, 1798, Venècia)
- Le tre orfanelle ossia La scuola di musica (farsa, llibret de Giovanni Bertati, 1798, Venècia)
- Il muto per astuzia (farsa giocosa, llibret de Giuseppe Maria Foppa, 1799, Venècia)